# さくら斎場
さくら斎場（さくらさいじょう）とは千葉県佐倉市大蛇町にある公営斎場・火葬場。佐倉市、四街道市、酒々井町で構成する一部事務組合、「佐倉市、四街道市、酒々井町葬祭組合」が運営している。正式名称は「佐倉市、四街道市、酒々井町葬祭組合 さくら斎場」。

## 斎場所在地
- 〒285-0043 千葉県佐倉市大蛇町790-4

## 休場日
- 友引の日
- 1月1日から1月3日まで
- 管理者が特に必要と認めた日

## 施設

### 土地
- 49,183.41㎡（内都市計画決定面積11,500.41㎡）

### 建物
- 鉄筋コンクリート造、一部鉄骨鉄筋コンクリート造　2階建

（建築面積 3,157.28㎡　延床面積 4,822.48㎡）

### 屋内施設
- 火葬炉 8基
  - 形式 前室及び再燃焼炉付寝棺台車式大型炉
  - 燃料 都市ガス
  - 設備 集塵設備（電気集塵機4基）、残骨灰収集装置
- 告別室 3室
- 収骨室 2室（台車冷却設備付）
- 待合室 8室（和室、洋室各４室）
- 式場 2室（各祭壇付、75席）、遺族控室等
- 会議室 2室（待合室兼用）
- 売店 1か所
- 付属施設（事務室、車庫、骨灰貯留施設、ガスガバナー室等）

### 駐車場
一般121台、バス5台、臨時駐車場90台（合計216台）

## 沿革
- 1965年（昭和40年） - 佐倉市、習志野市、酒々井町葬祭組合設立
- 1972年（昭和47年） - 旧火葬場解体
- 1974年（昭和49年） - 火葬場の愛称「天使の森」に、看板設置
- 1989年（平成元年） - 新火葬場建設準備室設置
- 1993年（平成5年） - 組合規約の変更（再編成：習志野市の脱退、四街道市加入）
- 1996年（平成8年）7月1日 - 「さくら斎場」供用開始
- 2001年（平成13年） - 霊安室増設（4室→6室）
- 2005年（平成17年） - 霊安室増設（6室→7室）

## 利用料金
本斎場は、佐倉市、四街道市、酒々井町を組合員とする葬儀組合の運営であるため、組合内と組合外の利用者で、利用料金等が大幅に異なる。
- 組合内 - 以下の場合

1. 以下のいずれかの住所が、佐倉市、四街道市、酒々井町の場合
  1. 死亡者
  2. 死亡者の2親等以内の親族
  3. 火葬許可証、改葬許可証の申請者
  4. 身体の一部（手、足等）の場合は、その本人
2. 佐倉市、四街道市、酒々井町の官公署の長が使用者である場合

- 組合外 - 上記以外の場合

### 火葬料金
| 区分               | 組合内  | 組合外   |
| ------------------ | ------- | -------- |
| 大人（満12歳以上） | 6,000円 | 80,000円 |
| 子供（満12歳未満） | 5,000円 | 70,000円 |
| 死胎               | 3,000円 | 50,000円 |
| 改葬               | 2,000円 | 30,000円 |
| 身体の一部         | 2,000円 | 30,000円 |

### 式場使用料
| 区分         | 組合内   | 組合外   |
| ------------ | -------- | -------- |
| 通夜～告別式 | 78,750円 | 利用不可 |

### 待合室使用料
| 区分   | 組合内  | 組合外   |
| ------ | ------- | -------- |
| 基本額 | 3,150円 | 10,000円 |

### 霊柩車使用料
| 区分 | 組合内  | 組合外   |
| ---- | ------- | -------- |
| 一律 | 5,350円 | 10,500円 |

### 霊安室使用料
| 区分       | 組合内  | 組合外  |
| ---------- | ------- | ------- |
| 24時間     | 3,150円 | 6,300円 |
| 追加12時間 | 1,050円 | 2,100円 |

### 証明等交付手数料
| 区分         | 1件1通につき |
| ------------ | ------------ |
| 分骨証明書等 | 300円        |

## 交通アクセス
鉄道
- 京成本線京成佐倉駅よりタクシー約7分
- JR東日本（総武本線・成田線）佐倉駅よりタクシー約10分

自動車
- 東関東自動車道佐倉インターチェンジより国道51号・国道296号経由約15分

## 葬儀・火葬が行われた著名人
- 小出義雄